# Blackburnium quinquecorne
Blackburnium quinquecorne es una especie de coleóptero de la familia Geotrupidae.

## Distribución geográfica
Habita en el Territorio del Norte (Australia).